# Jonction triple de Maraş

Jonction triple de Maras.

La jonction triple de Maraş est une jonction triple située dans le sud de la Turquie, près de la ville de Kahramanmaraş (aussi appelée Maraş).
Elle est formée par les plaques africaine, anatolienne et arabique.
Elle forme l'une des extrémités de la faille est-anatolienne, l'autre étant la jonction triple de Karlıova.